# الگاینه
الگاینه (به لاتین: Eglaine) یک روستا در لتونی است که در شهرداری ایلوکست واقع شده‌است. الگاینه ۴۷۹ نفر جمعیت دارد.